# Pușa Roth
Pușa Roth (2 iunie 1952, Tărtășești, județul Dâmbovița) este o filologă, jurnalistă, prozatoare, traducătoare și dramaturg din România. Este membră a Uniunii Scriitorilor din România, secția dramaturgie.

## Biografie
Pușa Roth scrie teatru și proză, traduce din literatura franceză. Este absolventă a Facultății de Limba și Literatura Română a Universității din București, specializarea limba română – limba franceză. În perioada 1990-2009 a lucrat ca jurnalist la Radio România, unde a realizat numeroase emisiuni de referință precum: "Matinal", "Pulsul zilei", "Cum vă place", "Semnături celebre", "Interferențe culturale", "În puterea nopții", "Ora românilor de pretutindeni", "Noaptea românilor din lume", "Dialoguri europene", "Românii în lume", "Convorbiri incomode", "Clasicii dramaturgiei universale" etc. Totodată, Pușa Roth realizat numeroase rubrici culturale precum: "Pagini pe furiș", "Consemnări", "Cartea săptămânii", "Teatru pe pâine" etc. Din anul 2016 este redactor-șef adjunct al portalului cultural Leviathan, iar din decembrie 2018 redactor șef adjunct al revistei culturale Leviathan. Din anul 2021 este redactor-șef al Editurii Leviathan.

## Dramaturgie

### Volume de teatru
- Șambelan la viezuri, Editura Premier, Ploiești, 2002;[2]
- Roman de București, prefață de D. R. Popescu, Editura Adam, București, 2005;
- „Șambelan la viezuri”, fantezie dramatică într-un act după „Pagini bizare” de Urmuz, Editura Casa Radio, București, 2019;[3] [4]

### Piese de teatru radiofonic
- Șambelan la viezuri 1999;
- Mihai Eminescu – Veronica Micle. Replici împreună cu Costin Tuchilă, 2001 [5] [6]
- Ringhișpilul în colaborare cu Leonard Popovici. Regia artistică: Leonard Popovici, 2002 [7]
- Roman de București, comedie de moravuri la moment. Regia artistică: Leonard Popovici, 2003 [8]
- Mantaua după Nikolai Vasilievici Gogol . Traducere: Silvia Cucu. Regia artistică: Cristian Munteanu, 2004 [9] [10]
- Duios Anastasia trecea după D. R. Popescu. Regia artistică: Cristian Munteanu, 2004  [11] [12]
- Moartea lui Ivan Ilici după Lev Tolstoi. Regia artistică: Cristian Munteanu, 2006[11]
- Ieri după Shakespeare sau Visul unui președinte. Regia artistică: Mircea Albulescu, 2007[13][14]
- Discurs într-un ciorap - scenariu radiofonic de Pusa Roth dupa volumul "Confidențe fictive" de Nina Cassian. Regia artistică: Vasile Manta, 2007 [15][16]
- La Vulpea Roșie. Muzică originală de Gabriel Bassarabescu. Regia artistică: Vasile Manta, 2010 [17] [18]
- Martori ai istoriei (teatru-serial). Coloana sonoră și regia artistică: Vasile Manta. 2011 [19] [20]
  - Episodul 1: Cimitirul uitat
  - Episodul 2: Uciși în noapte
  - Episodul 3: Sibiu mon amour
  - Episodul 4: Treptele puterii
  - Episodul 5: Ultimul zbor
- Dialog imaginar cu Anton Pann. Regia artistică: Vasile Manta, 2015 [21]
- Salonul roșu. Regia artistică: Vasile Manta, 2016 [22] [23]
- Saloanele gotice după August Strindberg. Traducere Corneliu Papadopol. Regia artistică: Vasile Manta, 2017 [24] [25]
- Visul Unirii, 2018  [26]

### Piese de teatru radiofonic pentru copii
- Spaima zmeilordupă basmul omonim al lui Ioan Slavici. Regia artistică: Vasile Manta, 2004 [27]
- Limir-Împăratdupă basmul omonim al lui Ioan Slavici. Regia artistică: Leonard Popovici, 2005 [28]
- Albă ca Zăpada, 2007 - piesa ajunsă în finala Concursului de programe radiofonice organizat de RTR Radio (Radioteleviziunea Turcă) și UER, în cadrul secțiunii de spectacole radiofonice pentru copii, Antalya, 24-27 octombrie 2007
- Motanul încălțat împreună cu Cristian Matei. Regia artistică: Mihnea Chelaru, 2008 [29]
- Povestea alfabetului, 2016[30] [31]

### Piese de teatru puse în scenă
- Șambelan la viezuri. Regia artistică: Constantin Dinischiotu. Teatrul „Bacovia” din Bacău, stagiunea 1999 – 2000[32]

- Dulcea mea doamnă, Eminul meu iubit (Mihai Eminescu – Veronica Micle. Replici),în colaborare cu Costin Tuchilă. Regia artistică: George Motoi. Teatrul Național din București, stagiunea 2001–2002 [33]

### Adaptări radiofonice
- Scene din viața lumii mari de N. V. Gogol, 2000
- Praznicul ciubotarului de Thomas Dekker, 2003
- Haine vechi cumpăr de Irina Eliade, 1998
- Doctorul zburător, traducere și adaptare radiofonică după Le médicin volant de Molière), 2008.

## Literatură pentru copii
- Povestea alfabetului, ISBN 978-973-148-127-2, Iași, Editura Ars Longa, colecția „Geppetto”, ilustrații de Nicoleta Bida-Șurubaru, 2012;

## Volume de interviuri
- Convorbiri comode, vol. I, Editura Viitorul Românesc, București, 2001;
- Dincolo de curcubeu e lumea, Editura Viitorul Românesc, 2002;
- Convorbiri comode, vol. II, Editura Chimprest Publicity, București, 2003;
- Un dialog al timpului câștigat, convorbiri cu filosoful Christian Tămaș, ISBN 973-8912-05-9, Editura Ars Longa, Iași, 2006;
- Poezie de teatru. Pușa Roth în dialog cu Mircea Albulescu, ISBN 978-973-8912-98-4, Editura Ars Longa, Iași, colecția „Summa cum laude”, 1, 2008;[34]
- Timpul care a învins teama. Decembrie 1989 – Decembrie 2007, ISBN 978-973-148-009-1, Editura Ars Longa, Iași, colecția „Document”, 2008;
- Căutător de destine. Pușa Roth în dialog cu Dorel Vișan, ISBN 978-973-148-013-8, Editura Ars Longa, Iași, colecția „Summa cum laude”, 2, 2008;[34] [35]
- Anotimpuri de teatru. Pușa Roth în dialog cu Lucia Mureșan, ISBN 978-973-148-024-4, Editura Ars Longa, Iași, colecția „Summa cum laude”, 3, 2009;[34]
- Carles Miralles, Anotimpurile Barcelonei, dialoguri realizate de Pușa Roth.Traducere din catalană, prefață și note: Christian Tămaș. Postfață: Costin Tuchilă, ISBN 978-973-148-065-7, Editura Ars Longa, Iași, colecția „Summa cum laude”, 4, 2011;[34]
- Prezentul absent. Pușa Roth în dialog cu Dumitru Radu Popescu, ISBN 978-973-148-139-5, Editura Ars Longa, Iași, colecția „Summa cum laude”, 5, 2013;[34]
- Noi doi și atât. Pușa Roth în dialog cu Eugen Cristea și Cristina Deleanu, ISBN 978-973-148-116-6, Editura Ars Longa, Iași, colecția „Summa cum laude”, 6, 2014;[34]
- Nu știm aproape nimic. Pușa Roth în dialog cu Sergiu Cioiu, ISBN 973-148-231-6, Editura Ars Longa, Iași, colecția „Summa cum laude”, 7, 2016;[34]

## Critică
- Un clasic modern – Ion Dumitrescu, ediție critică de Costin Tuchilă și Pușa Roth, ISBN 973-27-1405-0, București, Editura Academiei Române, 2006; [36] [37]
- Clasicii dramaturgiei universale, volumul I, în colaborare cu Costin Tuchilă, ISBN 973-27-1967-1, București, Editura Academiei Române, 2010;[38]

## Contribuții în alte lucrări
- Emisiunea în direct; Proiect radioprogram în direct în Georgeta Adam, Inițiere radio, Editura Fundației România de Mâine, București, 2008
- Gânduri despre Spiru Vergulescu, în Spiru Vergulescu, Un om în alb care ne-a dăruit culori, ed.Aurelia Gosu, Editura Alutus, Slatina, 2009
- Despre justiție și judecători, Interviuri, Editura Universitară, București, 2010
- București, Bucureștii vechi și noi, Editura Subiectiv, 2011

## Traduceri

### Traduceri din limba franceză
- Vicleniile lui Scapin , de Molière
- Doctorul zburător, de Molière
- Cavalerii Mesei Rotunde, de Jean Cocteau
- Pelléas și Mélisande, de Maurice Maeterlinck
- Condurul de atlaz, de Paul Claudel
- Cumpăna amiezii, de Paul Claudel
- Orașul al cărui prinț e un copil, de Henry de Montherlant
- Antigona, de Jean Anouilh
- Jean Anouilh, studiu critic de Robert de Luppé

### Traduceri în limba franceză
- Medalii și însemne românești, 1996

## Premii
- Premiul pentru publicistică, Uniunea Juriștilor din România și LADO (2000)
- Premiul Special al Juriului de la Ujgorod, pentru emisiunea „Ora românilor de pretudindeni” (2003)
- Diploma și Medalia Iorga, Institutul Român de Cercetare Umanistică de la Veneția (2004)

## Documentare radio
- Corul de Copii Radio
- Corul Academic Radio
- Corurile din România
- Istoria Holocaustului în România
- Istoria Radioului românesc
- Istoria Teatrului Național din București